# Playoffs NBA 1986
Navigation
Édition précédente Édition suivante
Les playoffs NBA 1986 sont les séries éliminatoires (en anglais, playoffs) de la saison NBA 1985-1986.
Les Celtics de Boston battent en finale les Rockets de Houston.

## Qualification pour les playoffs
Dans chaque conférence, les huit meilleures équipes sont qualifiées pour les playoffs au terme de la saison régulière.
| Champion de division | Qualifié pour les playoffs | Éliminé des playoffs |

| Rang | Franchise                | V  | D  | PCT    | R  | Dom | Ext | Div |
| ---- | ------------------------ | -- | -- | ------ | -- | --- | --- | --- |
| 1    | Celtics de Boston        | 67 | 15 | 81,7 % | –  |     |     |     |
| 2    | Bucks de Milwaukee       | 57 | 25 | 69,5 % | 10 |     |     |     |
| 3    | 76ers de Philadelphie    | 54 | 28 | 65,9 % | 13 |     |     |     |
| 4    | Hawks d'Atlanta          | 50 | 32 | 61,0 % | 17 |     |     |     |
| 5    | Pistons de Détroit       | 46 | 36 | 56,1 % | 21 |     |     |     |
| 6    | Bullets de la Washington | 39 | 43 | 47,6 % | 28 |     |     |     |
| 7    | Nets du New Jersey       | 39 | 43 | 47,6 % | 28 |     |     |     |
| 8    | Bulls de Chicago         | 30 | 52 | 36,6 % | 37 |     |     |     |
|      |                          |    |    |        |    |     |     |     |
| 9    | Cavaliers de Cleveland   | 29 | 53 | 35,4 % | 38 |     |     |     |
| 10   | Pacers de l'Indiana      | 26 | 56 | 31,7 % | 41 |     |     |     |
| 11   | Knicks de New York       | 23 | 59 | 28,0 % | 44 |     |     |     |

| Rang | Franchise                 | V  | D  | PCT    | R  | Dom | Ext | Div |
| ---- | ------------------------- | -- | -- | ------ | -- | --- | --- | --- |
| 1    | Lakers de Los Angeles     | 62 | 20 | 75,6 % | –  |     |     |     |
| 2    | Rockets de Houston        | 51 | 31 | 62,2 % | 11 |     |     |     |
| 3    | Nuggets de Denver         | 47 | 35 | 57,3 % | 15 |     |     |     |
| 4    | Mavericks de Dallas       | 44 | 38 | 53,7 % | 18 |     |     |     |
| 5    | Jazz de l'Utah            | 42 | 40 | 51,2 % | 20 |     |     |     |
| 6    | Trail Blazers de Portland | 40 | 42 | 48,8 % | 22 |     |     |     |
| 7    | Kings de Sacramento       | 37 | 45 | 45,1 % | 25 |     |     |     |
| 8    | Spurs de San Antonio      | 35 | 47 | 42,7 % | 27 |     |     |     |
|      |                           |    |    |        |    |     |     |     |
| 9    | Suns de Phoenix           | 32 | 50 | 39,0 % | 30 |     |     |     |
| 9    | Clippers de Los Angeles   | 32 | 50 | 39,0 % | 30 |     |     |     |
| 11   | SuperSonics de Seattle    | 31 | 51 | 37,8 % | 31 |     |     |     |
| 12   | Warriors de Golden State  | 30 | 52 | 36,6 % | 32 |     |     |     |

## Fonctionnement
Au premier tour, l'équipe classée numéro 1 affronte l'équipe classée numéro 8, la numéro 2 la 7, la 3 la 6 et la 4 la 5. En demi-finale de conférence, l'équipe vainqueur de la série entre la numéro 1 et la numéro 8 rencontre l'équipe vainqueur de la série entre la numéro 4 et la numéro 5, et l'équipe vainqueur de la série entre la numéro 2 et la numéro 7 rencontre l'équipe vainqueur de la série entre la numéro 3 et la numéro 6. Les vainqueurs des demi-finales de conférence s'affrontent en finale de conférence. Les deux équipes ayant remporté la finale de leur conférence respective (Est ou Ouest) sont nommées championnes de conférence et se rencontrent ensuite pour une série déterminant le champion NBA.
Chaque série de playoffs se déroule au meilleur des 7 matches, sauf le premier tour qui se joue au meilleur des 5 matches.
Les séries se déroulent de la manière suivante :
| Match | Premier tour    | Conférence (demi-finales et finales) | Finales NBA     |   |                |                |                |
| ----- | --------------- | ------------------------------------ | --------------- | - | -------------- | -------------- | -------------- |
| Match | Premier tour    | Conférence (demi-finales et finales) | Finales NBA     | 1 | Meilleur bilan | Meilleur bilan | Meilleur bilan |
| 2     | Meilleur bilan  | Meilleur bilan                       | Meilleur bilan  |   |                |                |                |
| 3     | Moins bon bilan | Moins bon bilan                      | Moins bon bilan |   |                |                |                |
| 4     | Moins bon bilan | Moins bon bilan                      | Moins bon bilan |   |                |                |                |
| 5     | Meilleur bilan  | Meilleur bilan                       | Meilleur bilan  |   |                |                |                |
| 6     | Série terminée  | Moins bon bilan                      | Moins bon bilan |   |                |                |                |
| 7     | Série terminée  | Meilleur bilan                       | Meilleur bilan  |   |                |                |                |

## Tableau
|  | 1er tour         | 1er tour                  | 1er tour            |   |                       | Demi-finales de Conférence | Demi-finales de Conférence | Demi-finales de Conférence |  |   | Finales de Conférence | Finales de Conférence | Finales de Conférence |  |    | Finales NBA       | Finales NBA | Finales NBA |
|  |                  |                           |                     |   |                       |                            |                            |                            |  |   |                       |                       |                       |  |    |                   |             |             |
|  | 1                | Celtics de Boston         | 3                   |   |                       |                            |                            |                            |  |   |                       |                       |                       |  |    |                   |             |             |
|  | 8                | Bulls de Chicago          | 0                   |   |                       |                            |                            |                            |  |   |                       |                       |                       |  |    |                   |             |             |
|  | 8                | Bulls de Chicago          | 0                   |   | 1                     | Celtics de Boston          | 4                          |                            |  |   |                       |                       |                       |  |    |                   |             |             |
|  |                  |                           |                     |   | 1                     | Celtics de Boston          | 4                          |                            |  |   |                       |                       |                       |  |    |                   |             |             |
|  |                  | 4                         | Hawks d'Atlanta     | 1 |                       |                            |                            |                            |  |   |                       |                       |                       |  |    |                   |             |             |
|  | 4                | 4                         | Hawks d'Atlanta     | 1 | Hawks d'Atlanta       | 3                          |                            |                            |  |   |                       |                       |                       |  |    |                   |             |             |
|  | 4                |                           |                     |   | Hawks d'Atlanta       | 3                          |                            |                            |  |   |                       |                       |                       |  |    |                   |             |             |
|  | 5                | Pistons de Détroit        | 1                   |   |                       |                            |                            |                            |  |   |                       |                       |                       |  |    |                   |             |             |
|  | 5                | Pistons de Détroit        | 1                   |   |                       |                            |                            |                            |  | 1 | Celtics de Boston     | 4                     |                       |  |    |                   |             |             |
|  | Conférence Est   |                           |                     |   |                       |                            |                            |                            |  | 1 | Celtics de Boston     | 4                     |                       |  |    |                   |             |             |
|  |                  | 2                         | Bucks de Milwaukee  | 0 |                       |                            |                            |                            |  |   |                       |                       |                       |  |    |                   |             |             |
|  | 3                | 2                         | Bucks de Milwaukee  | 0 | 76ers de Philadelphie | 3                          |                            |                            |  |   |                       |                       |                       |  |    |                   |             |             |
|  | 3                |                           |                     |   | 76ers de Philadelphie | 3                          |                            |                            |  |   |                       |                       |                       |  |    |                   |             |             |
|  | 6                | Bullets de Washington     | 2                   |   |                       |                            |                            |                            |  |   |                       |                       |                       |  |    |                   |             |             |
|  | 6                | Bullets de Washington     | 2                   |   | 3                     | 76ers de Philadelphie      | 3                          |                            |  |   |                       |                       |                       |  |    |                   |             |             |
|  |                  |                           |                     |   | 3                     | 76ers de Philadelphie      | 3                          |                            |  |   |                       |                       |                       |  |    |                   |             |             |
|  |                  | 2                         | Bucks de Milwaukee  | 4 |                       |                            |                            |                            |  |   |                       |                       |                       |  |    |                   |             |             |
|  | 2                | 2                         | Bucks de Milwaukee  | 4 | Bucks de Milwaukee    | 3                          |                            |                            |  |   |                       |                       |                       |  |    |                   |             |             |
|  | 2                |                           |                     |   | Bucks de Milwaukee    | 3                          |                            |                            |  |   |                       |                       |                       |  |    |                   |             |             |
|  | 7                | Nets du New Jersey        | 0                   |   |                       |                            |                            |                            |  |   |                       |                       |                       |  |    |                   |             |             |
|  | 7                | Nets du New Jersey        | 0                   |   |                       |                            |                            |                            |  |   |                       |                       |                       |  | E1 | Celtics de Boston | 4           |             |
|  |                  |                           |                     |   |                       |                            |                            |                            |  |   |                       |                       |                       |  | E1 | Celtics de Boston | 4           |             |
|  |                  | O2                        | Rockets de Houston  | 2 |                       |                            |                            |                            |  |   |                       |                       |                       |  |    |                   |             |             |
|  | 1                | O2                        | Rockets de Houston  | 2 | Lakers de Los Angeles | 3                          |                            |                            |  |   |                       |                       |                       |  |    |                   |             |             |
|  | 1                |                           |                     |   | Lakers de Los Angeles | 3                          |                            |                            |  |   |                       |                       |                       |  |    |                   |             |             |
|  | 8                | Spurs de San Antonio      | 0                   |   |                       |                            |                            |                            |  |   |                       |                       |                       |  |    |                   |             |             |
|  | 8                | Spurs de San Antonio      | 0                   |   | 1                     | Lakers de Los Angeles      | 4                          |                            |  |   |                       |                       |                       |  |    |                   |             |             |
|  |                  |                           |                     |   | 1                     | Lakers de Los Angeles      | 4                          |                            |  |   |                       |                       |                       |  |    |                   |             |             |
|  |                  | 4                         | Mavericks de Dallas | 2 |                       |                            |                            |                            |  |   |                       |                       |                       |  |    |                   |             |             |
|  | 4                | 4                         | Mavericks de Dallas | 2 | Mavericks de Dallas   | 3                          |                            |                            |  |   |                       |                       |                       |  |    |                   |             |             |
|  | 4                |                           |                     |   | Mavericks de Dallas   | 3                          |                            |                            |  |   |                       |                       |                       |  |    |                   |             |             |
|  | 5                | Jazz de l'Utah            | 1                   |   |                       |                            |                            |                            |  |   |                       |                       |                       |  |    |                   |             |             |
|  | 5                | Jazz de l'Utah            | 1                   |   |                       |                            |                            |                            |  | 1 | Lakers de Los Angeles | 1                     |                       |  |    |                   |             |             |
|  | Conférence Ouest |                           |                     |   |                       |                            |                            |                            |  | 1 | Lakers de Los Angeles | 1                     |                       |  |    |                   |             |             |
|  |                  | 2                         | Rockets de Houston  | 4 |                       |                            |                            |                            |  |   |                       |                       |                       |  |    |                   |             |             |
|  | 3                | 2                         | Rockets de Houston  | 4 | Nuggets de Denver     | 3                          |                            |                            |  |   |                       |                       |                       |  |    |                   |             |             |
|  | 3                |                           |                     |   | Nuggets de Denver     | 3                          |                            |                            |  |   |                       |                       |                       |  |    |                   |             |             |
|  | 6                | Trail Blazers de Portland | 1                   |   |                       |                            |                            |                            |  |   |                       |                       |                       |  |    |                   |             |             |
|  | 6                | Trail Blazers de Portland | 1                   |   | 3                     | Nuggets de Denver          | 2                          |                            |  |   |                       |                       |                       |  |    |                   |             |             |
|  |                  |                           |                     |   | 3                     | Nuggets de Denver          | 2                          |                            |  |   |                       |                       |                       |  |    |                   |             |             |
|  |                  | 2                         | Rockets de Houston  | 4 |                       |                            |                            |                            |  |   |                       |                       |                       |  |    |                   |             |             |
|  | 2                | 2                         | Rockets de Houston  | 4 | Rockets de Houston    | 3                          |                            |                            |  |   |                       |                       |                       |  |    |                   |             |             |
|  | 2                |                           |                     |   | Rockets de Houston    | 3                          |                            |                            |  |   |                       |                       |                       |  |    |                   |             |             |
|  | 7                | Kings de Sacramento       | 0                   |   |                       |                            |                            |                            |  |   |                       |                       |                       |  |    |                   |             |             |

## Scores

### Premier tour

#### Conférence Est
(1) Celtics de Boston vs. (8) Bulls de Chicago: les Celtics gagnent la série 3–0
(2) Bucks de Milwaukee vs. (7) Nets du New Jersey: les Bucks gagnent la série 3–0
(3) 76ers de Philadelphie vs. (6) Bullets de Washington: les 76ers gagnent la série 3–2
(4) Hawks d'Atlanta vs. (5) Pistons de Détroit: les Hawks gagnent la série 3–1

#### Conférence Ouest
(1) Lakers de Los Angeles vs. (8) Spurs de San Antonio: les Lakers gagnent la série 3–0
(2) Rockets de Houston vs. (7) Kings de Sacramento: les Rockets gagnent la série 3–0
(3) Nuggets de Denver vs. (6) Trail Blazers de Portland: les Nuggets gagnent la série 3–1
(4) Mavericks de Dallas vs. (5) Jazz de l'Utah: les Mavericks gagnent la série 3–1

### Demi-finales de Conférence

#### Conférence Est
(1) Celtics de Boston vs. (4) Hawks d'Atlanta: les Celtics gagnent la série 4–1
(2) Bucks de Milwaukee vs. (3) 76ers de Philadelphie: les Bucks gagnent la série 4–3

#### Conférence Ouest
(1) Lakers de Los Angeles vs. (4) Mavericks de Dallas: les Lakers gagnent la série 4–2
(2) Rockets de Houston vs. (3) Nuggets de Denver: les Rockets gagnent la série 4–2

### Finales de Conférence

#### Conférence Est
(1) Celtics de Boston vs. (2) Bucks de Milwaukee: les Celtics gagnent la série 4–0

#### Conférence Ouest
(1) Lakers de Los Angeles vs. (2) Rockets de Houston: les Rockets gagnent la série 4–1

### Match 1
| 26 mai 1986 | Rapport | Rockets de Houston 100, Celtics de Boston 112       | Rockets de Houston 100, Celtics de Boston 112 | Rockets de Houston 100, Celtics de Boston 112   |  | Boston Garden, Boston Affluence : 15 320 Arbitres : No. 14 Jack Madden No. 4 Ed T. Rush | CBS |
| 26 mai 1986 | Rapport | Score par quart-temps : 28–34, 31–27, 17–30, 24–21  |                                               |                                                 |  | Boston Garden, Boston Affluence : 15 320 Arbitres : No. 14 Jack Madden No. 4 Ed T. Rush | CBS |
| 26 mai 1986 | Rapport | Hakeem Olajuwon 33 Hakeem Olajuwon 12 Robert Reid 8 | Points Rebonds Passes d.                      | Bird, McHale 21 Dennis Johnson 11 Larry Bird 13 |  | Boston Garden, Boston Affluence : 15 320 Arbitres : No. 14 Jack Madden No. 4 Ed T. Rush | CBS |
| 26 mai 1986 | Rapport | Boston mène la série 1 à 0                          |                                               |                                                 |  | Boston Garden, Boston Affluence : 15 320 Arbitres : No. 14 Jack Madden No. 4 Ed T. Rush | CBS |

### Match 2
| 29 mai 1986 | Rapport | Rockets de Houston 95, Celtics de Boston 117         | Rockets de Houston 95, Celtics de Boston 117 | Rockets de Houston 95, Celtics de Boston 117 |  | Boston Garden, Boston Affluence : 15 320 Arbitres : No. 20 Jess Kersey No. 25 Hugh Evans | CBS |
| 29 mai 1986 | Rapport | Score par quart-temps : 30–31, 20–29, 19–34, 26–23   |                                              |                                              |  | Boston Garden, Boston Affluence : 15 320 Arbitres : No. 20 Jess Kersey No. 25 Hugh Evans | CBS |
| 29 mai 1986 | Rapport | Hakeem Olajuwon 21 Hakeem Olajuwon 10 McCray, Reid 5 | Points Rebonds Passes d.                     | Larry Bird 31 Larry Bird 8 Larry Bird 7      |  | Boston Garden, Boston Affluence : 15 320 Arbitres : No. 20 Jess Kersey No. 25 Hugh Evans | CBS |
| 29 mai 1986 | Rapport | Boston mène la série 2 à 0                           |                                              |                                              |  | Boston Garden, Boston Affluence : 15 320 Arbitres : No. 20 Jess Kersey No. 25 Hugh Evans | CBS |

### Match 3
| 1er juin 1986 | Rapport | Celtics de Boston 104, Rockets de Houston 106      | Celtics de Boston 104, Rockets de Houston 106 | Celtics de Boston 104, Rockets de Houston 106   |  | Compaq Center, Houston Affluence : 16 016 Arbitres : No. 17 Joe Crawford No. 11 Jake O'Donnell | CBS |
| 1er juin 1986 | Rapport | Score par quart-temps : 29–33, 30–29, 25–18, 20–26 |                                               |                                                 |  | Compaq Center, Houston Affluence : 16 016 Arbitres : No. 17 Joe Crawford No. 11 Jake O'Donnell | CBS |
| 1er juin 1986 | Rapport | Kevin McHale 28 Larry Bird15 Larry Bird 11         | Points Rebonds Passes d.                      | Ralph Sampson 24 Ralph Sampson 22 Robert Reid 9 |  | Compaq Center, Houston Affluence : 16 016 Arbitres : No. 17 Joe Crawford No. 11 Jake O'Donnell | CBS |
| 1er juin 1986 | Rapport | Boston mène la série 2 à 1                         |                                               |                                                 |  | Compaq Center, Houston Affluence : 16 016 Arbitres : No. 17 Joe Crawford No. 11 Jake O'Donnell | CBS |

### Match 4
| 3 juin 1986 | Rapport | Celtics de Boston 106, Rockets de Houston 103      | Celtics de Boston 106, Rockets de Houston 103 | Celtics de Boston 106, Rockets de Houston 103       |  | Compaq Center, Houston Affluence : 16 016 Arbitres : No. 10 Darell Garretson No. 12 Earl Strom | CBS |
| 3 juin 1986 | Rapport | Score par quart-temps : 30–30, 33–34, 23–21, 20–18 |                                               |                                                     |  | Compaq Center, Houston Affluence : 16 016 Arbitres : No. 10 Darell Garretson No. 12 Earl Strom | CBS |
| 3 juin 1986 | Rapport | Robert Parish 22 Robert Parish 15 Larry Bird 10    | Points Rebonds Passes d.                      | Ralph Sampson 25 Hakeem Olajuwon 14 Ralph Sampson 9 |  | Compaq Center, Houston Affluence : 16 016 Arbitres : No. 10 Darell Garretson No. 12 Earl Strom | CBS |
| 3 juin 1986 | Rapport | Boston mène la série 3 à 1                         |                                               |                                                     |  | Compaq Center, Houston Affluence : 16 016 Arbitres : No. 10 Darell Garretson No. 12 Earl Strom | CBS |

### Match 5
| 5 juin 1986 | Rapport | Celtics de Boston 96, Rockets de Houston 111       | Celtics de Boston 96, Rockets de Houston 111 | Celtics de Boston 96, Rockets de Houston 111         |  | Compaq Center, Houston Affluence : 16 016 Arbitres : No. 25 Hugh Evans No. 14 Jack Madden | CBS |
| 5 juin 1986 | Rapport | Score par quart-temps : 28–26, 19–32, 18–28, 31–25 |                                              |                                                      |  | Compaq Center, Houston Affluence : 16 016 Arbitres : No. 25 Hugh Evans No. 14 Jack Madden | CBS |
| 5 juin 1986 | Rapport | Kevin McHale 33 Kevin McHale 8 Danny Ainge 5       | Points Rebonds Passes d.                     | Hakeem Olajuwon 32 Hakeem Olajuwon 14 Robert Reid 17 |  | Compaq Center, Houston Affluence : 16 016 Arbitres : No. 25 Hugh Evans No. 14 Jack Madden | CBS |
| 5 juin 1986 | Rapport | Boston mène la série 3 à 2                         |                                              |                                                      |  | Compaq Center, Houston Affluence : 16 016 Arbitres : No. 25 Hugh Evans No. 14 Jack Madden | CBS |

### Match 6
| 8 juin 1986 | Rapport | Rockets de Houston 97, Celtics de Boston 114         | Rockets de Houston 97, Celtics de Boston 114 | Rockets de Houston 97, Celtics de Boston 114 |  | Boston Garden, Boston Affluence : 15 320 Arbitres : No. 14 Jack Madden No. 4 Ed T. Rush | CBS |
| 8 juin 1986 | Rapport | Score par quart-temps : 23–29, 15–26, 23–27, 36–32   |                                              |                                              |  | Boston Garden, Boston Affluence : 15 320 Arbitres : No. 14 Jack Madden No. 4 Ed T. Rush | CBS |
| 8 juin 1986 | Rapport | Hakeem Olajuwon 21 Hakeem Olajuwon 10 McCray, Reid 5 | Points Rebonds Passes d.                     | Larry Bird 29 Larry Bird 11 Larry Bird 12    |  | Boston Garden, Boston Affluence : 15 320 Arbitres : No. 14 Jack Madden No. 4 Ed T. Rush | CBS |
| 8 juin 1986 | Rapport | Boston gagne la série 4 à 2                          |                                              |                                              |  | Boston Garden, Boston Affluence : 15 320 Arbitres : No. 14 Jack Madden No. 4 Ed T. Rush | CBS |